# صالح الجواهری
صالح الجواهری (انگلیسی: Saleh Al-Jawhari؛ زاده ۵ مارس ۱۹۸۹) یک بازیکن فوتبال اهل اردن است.
وی همچنین در تیم ملی فوتبال اردن بازی کرده است.